# Lorie Tarshis
Lorie Tarshis (Toronto, 22 de marzo de 1911 – 4 de octubre de 1993) fue un economista canadiense.

## Estudios
Recibió la licenciatura en la Universidad de Toronto en 1932. En 1934 obtuvo la beca Massey para estudiar en el Trinity College (Cambridge) donde se graduó con honores en Economía en 1936. Llegó a Estados Unidos en 1936 como instructor de la Universidad Tufts, cerca de Boston. En 1938 obtuvo la Maestría y en 1939 el Doctorado en Economía en el Trinity College, con la tesis Los Determinantes del Ingreso Laboral, bajo la dirección de Maurice Dobb y Dennis Robertson.
Aplicando los recientes avances en las teorías de los precios y del ingreso, Tarshis investigó las variaciones de los salarios reales y nominales durante el ciclo económico, utilizando series estadísticas de Estados Unidos. Demostró que tanto los salarios nominales como los reales suben durante la bonanza económica y caen durante las recesiones. Reforzó estos resultados estadísticos con una explicación teórica. Publicó los resultados en tres artículos, que abrieron el camino de su carrera, como investigador empírico y teórico.

## II Guerra Mundial
Entre 1939 y 1940 fue laboró en el National Bureau of Economic Research como becario Carnegie. Volvió luego a Tufts donde fue promovido a profesor asistente, pero fue llamado a trabajar en la Junta de Producción de Guerra en plena II Guerra Mundial y llegó a ser analista de operaciones de las Fuerzas Aéreas del Ejército de los Estados Unidos en la Campaña en África del Norte y la Campaña de Italia.

## Profesor universitario
Desde 1946 comenzó a trabajar en la Universidad de Stanford, donde llegó al cargo de profesor.
Escribió y publicó en 1947 el que se considera el primer libro de texto introductorio al pensamiento keynesiano para las aulas universitarias, Elementos de Economía: introducción a la teoría del precio y la ocupación. El libro dejó de ser usado en las universidades después de que activistas políticos macartistas acusaron a su autor de simpatías con el comunismo; y fue sustituido por el libro de 1948 de Paul Samuelson que difundió la llamada "revolución keynesiana" en los Estados Unidos.
Dirigió el departamento de Economía de Stanford intermitentemente desde 1950 a 1970. Durante ese período publicó dos libros de texto más y varios artículos sobre teoría keynesiana, comercio internacional, economía de guerra y finanzas.
Desde 1971 se unió a la facultad del Scarborough College de la Universidad de Toronto y permaneció allí hasta 1978 como profesor de Economía. Desde entonces y hasta 1988 fue profesor y presidente en funciones del departamento de Economía de la Universidad de York en Ontario.
Murió como consecuencia de la enfermedad de Parkinson a los 82 años de edad.

## Ideas
Tarshis fue muy crítico del papel de los monopolios, hizo mucho énfasis en el daño económico causado por la mala distribución del ingreso y la riqueza. Consideraba que en determinadas circunstancia es necesario aceptar déficit públicos y aumentar de la deuda nacional y, en general, pidió mayor participación del gobierno para garantizar la salud de los la economía. Esperaba que así sería posible conseguir estabilidad política, reducir la pobreza y contribuir a la paz mundial.
Su retiro de Stanford tuvo que ver con su rechazo a la política de guerra de Estados Unidos en Vietnam.
En sus últimos años en Toronto siguió aplicando la teoría keynesiana a los problemas urgentes de la actualidad, se sintió atraído por los asuntos económicos mundiales y escribió varios artículos y libros en esta área, incluyendo Economía Mundial en Crisis (1984), sobre los problemas de desempleo, la inflación y el endeudamiento de los países en desarrollo.
Consideraba que la política económica de Canadá y Estados Unidos durante la mayor parte de la década de 1970 y principios de 1980 era equivocada, porque la producción estaba muy por debajo de la capacidad instalada, con un costo anual del capital inutilizado considerablemente superior a las pérdidas por catástrofes naturales. Argumentó que la restricción de la producción se debía a políticas que combatieron la inflación mediante la reducción de la demanda agregada. Propuso enfrentar la estanflación mediante reducciones del impuesto a las ventas y a la nómina y bajar las tasas de interés, todo apara aumentar la oferta y la demanda agregada de bienes y servicios. Al mismo tiempo veía necesario que parte de la deuda externa de los países en desarrollo fuera cancelada por los acreedores.